# Benjamin Harrison V
Acest articol se referă la Benjamin Harrison V, semnatar al Declarației de Independență a SUA. Pentru președintele Statelor Unite ale Americii sau alte persoane având aceleași prenume și nume, vedeți Benjamin Harrison (dezambiguizare).
Benjamin Harrison V (5 aprilie 1726 - d. 24 aprilie 1791) a fost un plantator și revoluționar american, unul din cei 56 de semnatari ai Declarației de Independență a Statelor Unite ale Americii, guvernator al statului Virginia între 1781 și 1784, tatăl al celui de-al nouălea președinte, William Henry Harrison, și străbunicul celui de-al douăzeci și treilea președinte, omonimul său, Benjamin Harrison. 
Originar din comitatul Charles City Virginia, fiul al lui Benjamin Harrison IV și Anne Carter, educat la colegiul William and Mary, Benjamin Harrison V, a fost probabil primul din familia Harrison care să fie recunoscut ca o personalitate nu doar locală, dar și de rang național. 
Ca politician în timpurile coloniale britanice, Harrison a fost ales ca reprezentativ a două comitate, Comitatul Surry (între 1756 - 1758) și, mai apoi al Comitatului Charles City (între 1766 - 1776) în House of Burgesses, camera inferioară a Parlamentului coloniei britanice din America de Nord a Virginiei, pe numele său complet, Colonia și Dominionul Virginia. 
Harrison a fost, de asemenea, între 1774 și 1777, delegat din partea coloniei Virginia în Congresul Continental, fiind unul din semnatarii Declarației de Independență. Ca guvernator al Virginiei între 1781 și 1784, fiind ales de către adunarea legislativă statală, Harrison a fost cel de-al cincilea șef al executivului statului Virginia, după 1776, anul Declarației de Independență, fiind de asemena guvernator în perioada terminării Războiului de Independență (1782 - 1783) și a perioadei ce a urmat tratatului de pace de la Paris din 1783, prin care Marea Britanie recunoștea existența Statelor Unite ale Americii. 
Familia Harrison era extinsă producând mulți politicieni, dar având și multe alianțe de familie, majoritatea datorită căsătoriilor. Astfel, în afara lui Benjamin Harrison V, fiul său, William Hernry Harrison, și stră-nepotul său, Benajamin Harrison VI, ambii președinți ai țării, au fost politicieni de rang național. Bunicul matern a lui Benjamin Harrison V a fost unul din părinții fondatorii ai țării, Robert Carter. Cumnatul lui Harrison a fost purtătorul de cuvânt al House of Burgesses, Peyton Randolph. 
Harrison a locuit întreaga sa viață la Berkeley Plantation, casa familială a familiei Harrison. Copii săi au fost născuți și au crescut acolo. 
Comitatul Harrison, astăzi în statul Virginia de Vest, a fost format în 1784 și numit pentru a-l onora pe Guvernatorul Harrison. 